# Antiparazitar
Antiparazitarele alcătuiesc o clasă de medicamente antimicrobiene indicate în tratamentul bolilor parazitare, cauzate de helminți, amibe, ectoparaziți, fungi paraziți și protozoare. Antiparazitare pot să acționeze prin distrugerea paraziților (paraziticide) sau prin inhibarea creșterii lor. Căile de administrare utilizate în tratamentul bolilor parazitare sunt orală, intravenoasă și topică.

## Clasificare

### Cu spectru larg
- Nitazoxanidă[6][7][8][9]

### Antiprotozoarice
- Chinină (pentru tratamentul malariei)
- Melarsoprol (pentru tripanosomiaza africană cauzată de Trypanosoma brucei)
- Eflornitină (pentru tripanosomiaza africană)
- Metronidazol (pentru vaginită cauzată de Trichomonas)
- Tinidazol (pentru infecții intestinale cauzate de Giardia lamblia)
- Miltefosină (pentru tratamentul leishmaniozei)

### Antihelmintice

#### Antinematode
- Mebendazol (pentru nematodoze)
- Pamoat de pirantel (pentru nematodoze)
- Pamoat de pirviniu (pentru oxiuroză)
- Tiabendazol (pentru nematodoze)
- Dietilcarbamazină (pentru filarioze limfatice)
- Ivermectină (pentru profilaxia oncocercozei)

#### Anticestode

Structura albendazolului

- Niclosamidă (pentru cestodoze)
- Praziquantel (pentru cestodoze)
- Albendazol (spectru larg)

#### Antitrematode
- Praziquantel

### Antiamoebiene
- Rifampicină
- Amfotericină B